# ボスト・シウ
ボスト・シウ（Bostoe Siu、1975年12月21日 - ）は、香港生まれの芸術家。 警察官の両親を持ち、厳格な家庭で育った。三人兄弟の末っ子で兄と姉がいる。曾祖母は日本人（本名:江本秀子）。

## 来歴
1995年からビジュアルアートの勉強を始め、20歳の時に教え子たちのために初の展示会を企画・開催。22歳で北京語を勉強し、広州美術学院（中華人民共和国）にて中国絵画を学ぶ。25歳でフランス語を学び、フランスに長期滞在。リュミエール・リヨン第2大学（フランス）にて社会環境学、美術史学科、芸術心理学を学び、2009年にマルセイユ高等美術学院（フランス）芸術学部を卒業。
母国語は広東語（香港）で、英語、北京語、フランス語が堪能。イタリア語と日本語を少し話す。
1999年、NPO法人「ボスト芸術王国」設立。同講師を務める。

## 業績
- 1996年 「Brushstroke」（香港演芸学院/香港）
- 1998年 「Bostoe Art Class」（沙田大会堂/香港）
- 1998年 「Works of Hong Kong Art Teacher」（香港大学/香港）
- 1999年 「Oil Street Manifestation」（1a Space/香港）
- 1999年〜2000年「Millennium Amazing Arts」（Hillwood Workshop/香港）
- 2001年 「Blue is Blue－A Contemporary Art Interpretation」（香港大会堂/香港）
- 2001年 「Moods In and Out」（Shanghai Street Art Space/香港）
- 2008年 「Home Campaign for the Relief of Victims of Sichuan Earthquakes」（Hong Kong Delay No Mall/香港）
- 2009年 ミオ写真奨励賞入選・作品展示（天王寺ミオ12階ミオホール/大阪）
- 2010年 ミオ写真奨励賞入選・作品展示（天王寺ミオ12階ミオホール/大阪）

## 受賞歴
- 2008年 ミオ写真奨励賞入選(日本・大阪)
- 2009年 ミオ写真奨励賞入選（日本・大阪）
- 2009年 無障礙優異網站銀獎/ Web care Award, Silver Award Web Accessibility（香港インターネット・プロフェッショナル協会)
- 2010年 無障礙優異網站翡翠獎/ Web care Award,  Jade Prize Web Accessibility（香港インターネット・プロフェッショナル協会)

## 出版
- 2011 Flow to east・ Flow to west
- 2001 Moods in and out